# Tirreno-Adriatico 2011
Le 46e Tirreno-Adriatico a eu lieu du 9 au 15 mars 2011. Il s'agit de la 3e épreuve de l'UCI World Tour 2011. Il a été remporté par l'Australien Cadel Evans, de l'équipe BMC Racing, devant Robert Gesink (Rabobank) et Michele Scarponi (Lampre-ISD). Ce dernier, vainqueur d'une étape, remporte le classement par points. Robert Gesink termine meilleur jeune de l'épreuve, tandis que l'Italien Davide Malacarne (Quick Step) s'adjuge le maillot de meilleur grimpeur. L'équipe Liquigas-Cannondale remporte le classement par équipes.

## Présentation

### Parcours
La course des deux mers débute par un contre-la-montre par équipe, enchaîne par deux étapes pour sprinteurs, puis trois favorables aux puncheurs et se termine par un contre-la-montre individuel.

### Équipes
20 équipes participent à ce Tirreno-Adriatico, dont deux équipes continentales professionnelles : Acqua & Sapone et Farnese Vini-Neri Sottoli.
| N.    | Code | Équipe                    |
| ----- | ---- | ------------------------- |
| 1-8   | ASA  | Acqua & Sapone            |
| 11-18 | ALM  | AG2R La Mondiale          |
| 21-28 | BMC  | BMC Racing                |
| 31-38 | EUS  | Euskaltel-Euskadi         |
| 41-48 | FAR  | Farnese Vini-Neri Sottoli |
| 51-58 | THR  | Team HTC-Highroad         |
| 61-68 | KAT  | Team Katusha              |
| 71-78 | LAM  | Lampre-ISD                |
| 81-88 | LIQ  | Liquigas-Cannondale       |
| 91-98 | MOV  | Movistar                  |

| N.      | Code | Équipe             |
| ------- | ---- | ------------------ |
| 101-108 | OLO  | Omega Pharma-Lotto |
| 111-118 | AST  | Astana             |
| 121-128 | QST  | Quick Step         |
| 131-138 | RAB  | Rabobank           |
| 141-148 | SBS  | Saxo Bank-Sungard  |
| 151-158 | SKY  | Team Sky           |
| 161-168 | GRM  | Garmin-Cervélo     |
| 171-178 | LEO  | Team Leopard-Trek  |
| 181-188 | RSH  | Team RadioShack    |
| 191-198 | VCD  | Vacansoleil-DCM    |

### Favoris

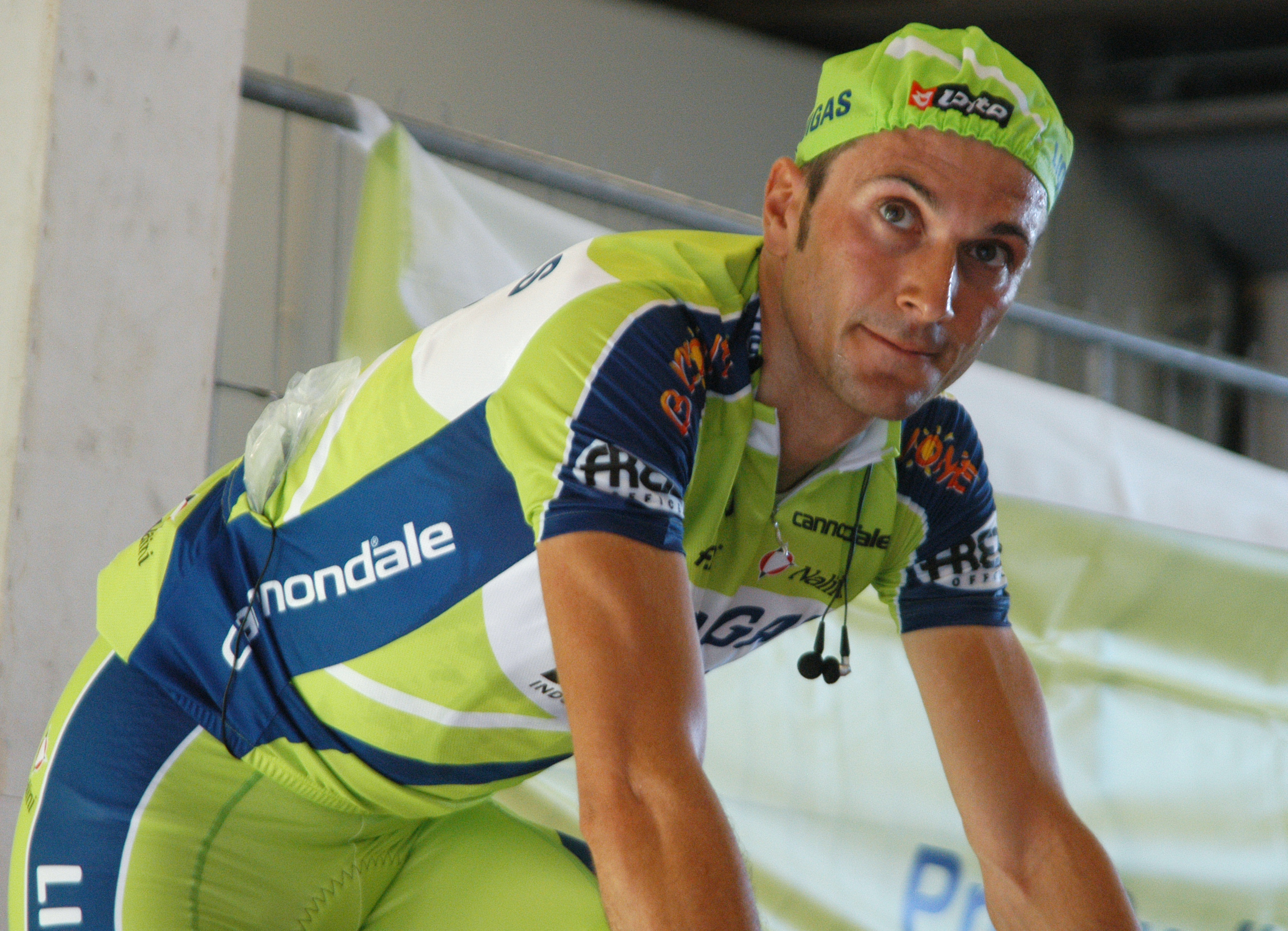
Le double vainqueur du Tour d'Italie Ivan Basso était l'un des favoris au départ.

Le principal favori est Ivan Basso (Liquigas-Cannondale), jugé « déjà très fort » par Cadel Evans (BMC Racing), qui aimerait « être avec lui dans le petit groupe des prétendants à la victoire finale ». Aidé par Vincenzo Nibali, reconverti pour l'occasion en équipier de luxe, l'Italien devra néanmoins faire face, outre l'Australien, notamment à Stefano Garzelli (Acqua & Sapone), Michele Scarponi (Lampre-ISD), Robert Gesink (Rabobank), Andy Schleck (Team Leopard-Trek) et Joaquim Rodríguez (Team Katusha).
Les principaux sprinteurs seront Mark Cavendish (Team HTC-Highroad), Alessandro Petacchi (Lampre-ISD), Francisco Ventoso (Movistar), André Greipel (Omega Pharma-Lotto), Allan Davis (Astana), Tom Boonen (Quick Step), Óscar Freire (Rabobank), Thor Hushovd, Tyler Farrar (Garmin-Cervélo), Daniele Bennati (Team Leopard-Trek), Robbie McEwen (Team RadioShack) et Borut Božič (Vacansoleil-DCM).
De nombreux coureurs feront le voyage en pensant aux classiques. On retrouvera ainsi Alessandro Ballan, Marcus Burghardt, George Hincapie (BMC Racing), Filippo Pozzato, Alexandr Kolobnev (Team Katusha), Damiano Cunego (Lampre-ISD), Philippe Gilbert (Omega Pharma-Lotto), Lars Boom (Rabobank) et Fabian Cancellara (Team Leopard-Trek),.

## Étapes
| Étape     | Date    | Villes étapes                                       | Distance (km)     | Vainqueur d’étape | Leader du classement général |
| --------- | ------- | --------------------------------------------------- | ----------------- | ----------------- | ---------------------------- |
| 1re étape | 9 mars  | Marina di Carrara (it) - Marina di Carrara (it)     | 16,8 (clm/équipe) | Rabobank          | Lars Boom                    |
| 2e étape  | 10 mars | Carrare - Indicatore                                | 202               | Tyler Farrar      | Tyler Farrar                 |
| 3e étape  | 11 mars | Terranuova Bracciolini - Pérouse                    | 189               | Juan José Haedo   | Tyler Farrar                 |
| 4e étape  | 12 mars | Narni - Chieti                                      | 240               | Michele Scarponi  | Robert Gesink                |
| 5e étape  | 13 mars | Chieti - Castelraimondo                             | 240               | Philippe Gilbert  | Cadel Evans                  |
| 6e étape  | 14 mars | Ussita - Macerata                                   | 178               | Cadel Evans       | Cadel Evans                  |
| 7e étape  | 15 mars | San Benedetto del Tronto - San Benedetto del Tronto | 9,3 (clm)         | Fabian Cancellara | Cadel Evans                  |

## Récit de la course

### 1reétape
Cette 1re étape est un contre-la-montre par équipe de 16,8 km autour de Marina di Carrara, avec un chrono intermédiaire au kilomètre 9,55.
L'équipe néerlandaise Rabobank s'impose et permet à Lars Boom de prendre la tête du classement général.
|    | Équipe              | Pays        |    | Temps       |
| -- | ------------------- | ----------- | -- | ----------- |
| 1  | Rabobank            | Pays-Bas    | en | 18 min 08 s |
| 2  | Garmin-Cervélo      | États-Unis  | +  | 9 s         |
| 3  | Team HTC-Highroad   | États-Unis  |    | 10 s        |
| 4  | Saxo Bank-SunGard   | Danemark    |    | 11 s        |
| 5  | Liquigas-Cannondale | Italie      |    | 22 s        |
| 6  | BMC Racing          | États-Unis  |    | 26 s        |
| 7  | Team Leopard-Trek   | Luxembourg  |    | 29 s        |
| 8  | Team RadioShack     | États-Unis  |    | 30 s        |
| 9  | Sky                 | Royaume-Uni |    | 33 s        |
| 10 | Lampre-ISD          | Italie      |    | 37 s        |

|    | Coureur              | Pays        | Équipe         |    | Temps       |
| -- | -------------------- | ----------- | -------------- | -- | ----------- |
| 1  | Lars Boom            | Pays-Bas    | Rabobank       | en | 18 min 08 s |
| 2  | Sebastian Langeveld  | Pays-Bas    | Rabobank       | +  | 0 s         |
| 3  | Robert Gesink        | Pays-Bas    | Rabobank       |    | 0 s         |
| 4  | Bram Tankink         | Pays-Bas    | Rabobank       |    | 0 s         |
| 5  | Óscar Freire         | Espagne     | Rabobank       |    | 0 s         |
| 6  | Tom Leezer           | Pays-Bas    | Rabobank       |    | 0 s         |
| 7  | Tyler Farrar         | États-Unis  | Garmin-Cervélo |    | 9 s         |
| 8  | David Zabriskie      | États-Unis  | Garmin-Cervélo |    | 9 s         |
| 9  | Ramūnas Navardauskas | Lituanie    | Garmin-Cervélo |    | 9 s         |
| 10 | Roger Hammond        | Royaume-Uni | Garmin-Cervélo |    | 9 s         |

### 2eétape
Le profil de l'étape est légèrement vallonné, avec tout de même deux ascensions répertoriées, mais le sommet de la 2e côte étant à 54 kilomètres de l'arrivée, les sprinteurs ne devraient pas être mis en difficulté. Deux sprints intermédiaires jallonnent également cette étape.
|    | Coureur              | Pays       | Équipe                    |    | Temps           |
| -- | -------------------- | ---------- | ------------------------- | -- | --------------- |
| 1  | Tyler Farrar         | États-Unis | Garmin-Cervélo            | en | 4 h 56 min 06 s |
| 2  | Alessandro Petacchi  | Italie     | Lampre-ISD                | +  | m.t             |
| 3  | Juan José Haedo      | Argentine  | Saxo Bank-SunGard         |    | m.t             |
| 4  | Mark Renshaw         | Australie  | Team HTC-Highroad         |    | m.t             |
| 5  | Marcel Sieberg       | Allemagne  | Omega Pharma-Lotto        |    | m.t             |
| 6  | Greg Van Avermaet    | Belgique   | BMC Racing                |    | m.t             |
| 7  | Mirco Lorenzetto     | Italie     | Astana                    |    | m.t             |
| 8  | Edvald Boasson Hagen | Norvège    | Sky                       |    | m.t             |
| 9  | Borut Božič          | Slovénie   | Vacansoleil-DCM           |    | m.t             |
| 10 | Oscar Gatto          | Italie     | Farnese Vini-Neri Sottoli |    | m.t             |

|    | Coureur             | Pays        | Équipe            |    | Temps           |
| -- | ------------------- | ----------- | ----------------- | -- | --------------- |
| 1  | Tyler Farrar        | États-Unis  | Garmin-Cervélo    | en | 5 h 14 min 13 s |
| 2  | Tom Leezer          | Pays-Bas    | Rabobank          | +  | 1 s             |
| 3  | Lars Boom           | Pays-Bas    | Rabobank          |    | 1 s             |
| 4  | Sebastian Langeveld | Pays-Bas    | Rabobank          |    | 1 s             |
| 5  | Óscar Freire        | Espagne     | Rabobank          |    | 1 s             |
| 6  | Robert Gesink       | Pays-Bas    | Rabobank          |    | 1 s             |
| 7  | Bram Tankink        | Pays-Bas    | Rabobank          |    | 1 s             |
| 8  | Juan José Haedo     | Argentine   | Saxo Bank-SunGard |    | 8 s             |
| 9  | Andreas Klier       | Allemagne   | Garmin-Cervélo    |    | 10 s            |
| 10 | Roger Hammond       | Royaume-Uni | Garmin-Cervélo    |    | 10 s            |

### 3eétape
Cette étape ne compte qu'une ascension répertoriée, mais elle se situe plus près de l'arrivée que la veille, à 25 km, et 2 sprints intermédiaires.
|    | Coureur              | Pays       | Équipe              |    | Temps           |
| -- | -------------------- | ---------- | ------------------- | -- | --------------- |
| 1  | Juan José Haedo      | Argentine  | Saxo Bank-SunGard   | en | 4 h 39 min 45 s |
| 2  | Tyler Farrar         | États-Unis | Garmin-Cervélo      | +  | m.t             |
| 3  | Daniel Oss           | Italie     | Liquigas-Cannondale |    | m.t             |
| 4  | Alessandro Petacchi  | Italie     | Lampre-ISD          |    | m.t             |
| 5  | Mark Renshaw         | Australie  | Team HTC-Highroad   |    | m.t             |
| 6  | Robbie McEwen        | Australie  | Team RadioShack     |    | m.t             |
| 7  | Lloyd Mondory        | France     | AG2R La Mondiale    |    | m.t             |
| 8  | Edvald Boasson Hagen | Norvège    | Sky                 |    | m.t             |
| 9  | Marcel Sieberg       | Allemagne  | Omega Pharma-Lotto  |    | m.t             |
| 10 | Thor Hushovd         | Norvège    | Garmin-Cervélo      |    | m.t             |

|    | Coureur              | Pays       | Équipe            |    | Temps           |
| -- | -------------------- | ---------- | ----------------- | -- | --------------- |
| 1  | Tyler Farrar         | États-Unis | Garmin-Cervélo    | en | 9 h 53 min 51 s |
| 2  | Juan José Haedo      | Argentine  | Saxo Bank-SunGard | +  | 5 s             |
| 3  | Lars Boom            | Pays-Bas   | Rabobank          |    | 6 s             |
| 4  | Óscar Freire         | Espagne    | Rabobank          |    | 8 s             |
| 5  | Tom Leezer           | Pays-Bas   | Rabobank          |    | 8 s             |
| 6  | Robert Gesink        | Pays-Bas   | Rabobank          |    | 8 s             |
| 7  | Sebastian Langeveld  | Pays-Bas   | Rabobank          |    | 8 s             |
| 8  | Bram Tankink         | Pays-Bas   | Rabobank          |    | 8 s             |
| 9  | Ramūnas Navardauskas | Lituanie   | Garmin-Cervélo    |    | 15 s            |
| 10 | Andreas Klier        | Allemagne  | Garmin-Cervélo    |    | 17 s            |

### 4eétape
Un 1er col répertorié d'un peu plus de 15 km de long est situé dans le premier tiers de la course. Le final avantage les puncheurs, puisqu'il comporte quelques murs, notamment 2 sprints intermédiaires précédés d'une ascension et 2 côte répertoriées, dont les sommets sont à 32 et 1 km de l'arrivée.
|    | Coureur           | Pays      | Équipe              |    | Temps           |
| -- | ----------------- | --------- | ------------------- | -- | --------------- |
| 1  | Michele Scarponi  | Italie    | Lampre-ISD          | en | 6 h 10 min 57 s |
| 2  | Damiano Cunego    | Italie    | Lampre-ISD          | +  | 0 s             |
| 3  | Cadel Evans       | Australie | BMC Racing          |    | 0 s             |
| 4  | Ivan Basso        | Italie    | Liquigas-Cannondale |    | 2 s             |
| 5  | Danilo Di Luca    | Italie    | Katusha             |    | 6 s             |
| 6  | Robert Gesink     | Pays-Bas  | Rabobank            |    | 12 s            |
| 7  | Rinaldo Nocentini | Italie    | AG2R La Mondiale    |    | 12 s            |
| 8  | Vincenzo Nibali   | Italie    | Liquigas-Cannondale |    | 12 s            |
| 9  | Thomas Lövkvist   | Suède     | Sky                 |    | 16 s            |
| 10 | Philippe Gilbert  | Belgique  | Omega Pharma-Lotto  |    | 16 s            |

|    | Coureur             | Pays      | Équipe              |    | Temps            |
| -- | ------------------- | --------- | ------------------- | -- | ---------------- |
| 1  | Robert Gesink       | Pays-Bas  | Rabobank            | en | 16 h 05 min 10 s |
| 2  | Cadel Evans         | Australie | BMC Racing          | +  | 10 s             |
| 3  | Ivan Basso          | Italie    | Liquigas-Cannondale |    | 12 s             |
| 4  | Michele Scarponi    | Italie    | Lampre-ISD          |    | 15 s             |
| 5  | Damiano Cunego      | Italie    | Lampre-ISD          |    | 19 s             |
| 6  | Sebastian Langeveld | Pays-Bas  | Rabobank            |    | 19 s             |
| 7  | Vincenzo Nibali     | Italie    | Liquigas-Cannondale |    | 22 s             |
| 8  | Damiano Caruso      | Italie    | Liquigas-Cannondale |    | 34 s             |
| 9  | Thomas Lövkvist     | Suède     | Sky                 |    | 37 s             |
| 10 | Peter Velits        | Slovaquie | Team HTC-Highroad   |    | 37 s             |

### 5eétape
Encore une étape vallonnée, avec 3 ascensions répertoriées et 2 sprints intermédiaires. On retrouve, comme la veille, un col de près de 15 km, mais cette fois-ci dans le deuxième tiers de la course. Comme la veille le final comprend le 2e sprint intermédiaire (le 1er étant situé avant le 1er col) au sommet d'une côte et quelques ascensions, dont 2 répertoriées, mais, à la différence de la veille, le plus proche sommet de l'arrivée est à 6,5 km de celle-ci.
Dès le départ, un groupe de cinq coureurs s’échappe : Andrey Amador (Movistar), Davide Malacarne (Quick Step), Mathew Hayman (Sky), Fabian Wegmann (Team Leopard-Trek) et Jens Mouris (Vacansoleil-DCM). Le peloton les laisse partir. L’écart maximal de 10 minutes et 40 secondes est enregistré au kilomètre 95.
Alors que l’Italien Luca Paolini, de l’équipe Katusha, la pluie commence à tomber. Au sommet du Sasso Tetto, le peloton n’est formé que d’une trentaine de têtes. Sous l’impulsion de la Lampre-ISD, beaucoup de coureurs sont lâchés. L’écart avec les fuyards a vite diminué pour atteindre au sommet 2 minutes et 45 secondes. Dans la descente périlleuse, les cinq échappés augmente cependant leur avantage de nouveau.
Alors qu’on rentre dans les 30 derniers kilomètres, le peloton a toujours un retard supérieur à 3 minutes. À 23 kilomètres du but, Andrey Amador tente de partir en solitaire. Davide Malacarne le rejoint tandis que Mathew Hayman essaye de les rejoindre, en vain. À 10 kilomètres, l’écart n’est que d'une minute et 40 secondes. Derrière, on retrouve un groupe où se trouvent tous les leaders, sauf Robert Gesink (Rabobank) qui a perdu une centaine de mètres.
Le groupe des leaders s'emploie à empêcher un retour de Gesink, qui possède seulement 10 secondes d’avance sur Cadel Evans (BMC Racing) au classement général.
Devant, Amador et Malacarne rentrent dans le dernier kilomètre avec quelques secondes d'avance. Cela ne suffit pas. Wout Poels (Vacansoleil-DCM) attaque et revient sur les deux, mais le groupe de leaders revient sur les trois à seulement 200 mètres du final. Philippe Gilbert (Omega Pharma-Lotto) s'impose au sprint.
|    | Coureur          | Pays       | Équipe              |    | Temps           |
| -- | ---------------- | ---------- | ------------------- | -- | --------------- |
| 1  | Philippe Gilbert | Belgique   | Omega Pharma-Lotto  | en | 6 h 43 min 23 s |
| 2  | Wout Poels       | Pays-Bas   | Vacansoleil-DCM     | +  | 0 s             |
| 3  | Damiano Cunego   | Italie     | Lampre-ISD          |    | 0 s             |
| 4  | Danilo Di Luca   | Italie     | Katusha             |    | 0 s             |
| 5  | Andrey Amador    | Costa Rica | Movistar            |    | 0 s             |
| 6  | Davide Malacarne | Italie     | Quick Step          |    | 0 s             |
| 7  | Tiago Machado    | Portugal   | Team RadioShack     |    | 2 s             |
| 8  | Michele Scarponi | Italie     | Lampre-ISD          |    | 2 s             |
| 9  | Thomas Lövkvist  | Suède      | Sky                 |    | 2 s             |
| 10 | Ivan Basso       | Italie     | Liquigas-Cannondale |    | 2 s             |

|    | Coureur          | Pays      | Équipe              |    | Temps            |
| -- | ---------------- | --------- | ------------------- | -- | ---------------- |
| 1  | Cadel Evans      | Australie | BMC Racing          | en | 22 h 48 min 45 s |
| 2  | Ivan Basso       | Italie    | Liquigas-Cannondale | +  | 2 s              |
| 3  | Damiano Cunego   | Italie    | Lampre-ISD          |    | 3 s              |
| 4  | Michele Scarponi | Italie    | Lampre-ISD          |    | 5 s              |
| 5  | Robert Gesink    | Pays-Bas  | Rabobank            |    | 5 s              |
| 6  | Vincenzo Nibali  | Italie    | Liquigas-Cannondale |    | 12 s             |
| 7  | Philippe Gilbert | Belgique  | Omega Pharma-Lotto  |    | 23 s             |
| 8  | Thomas Lövkvist  | Suède     | Sky                 |    | 27 s             |
| 9  | Marco Pinotti    | Italie    | Team HTC-Highroad   |    | 27 s             |
| 10 | Tiago Machado    | Portugal  | Team RadioShack     |    | 32 s             |

### 6eétape

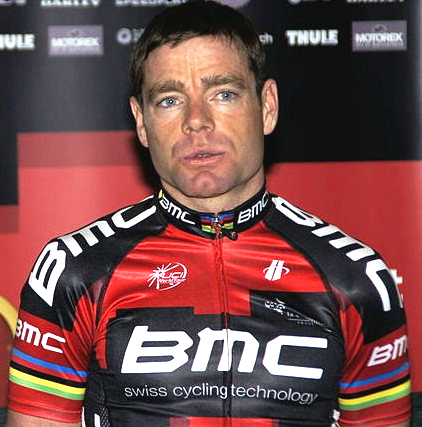
En remportant la sixième étape, Cadel Evans prend une option sur la victoire finale.

Une étape vallonnée, avec un col répertorié, un sprint intermédiaire et, surtout, un circuit final de 19,2 km à parcourir 2 fois puis une 3e fois seulement sur les 14,7 premiers km. L'arrivée est jugée au sommet d'une ascension, où est disputé lors des 2 premiers tours un GPM puis un sprint intermédiaire. Le reste de ce circuit est assez vallonnée.
|    | Coureur           | Pays      | Équipe                    |    | Temps           |
| -- | ----------------- | --------- | ------------------------- | -- | --------------- |
| 1  | Cadel Evans       | Australie | BMC Racing                | en | 4 h 37 min 58 s |
| 2  | Giovanni Visconti | Italie    | Farnese Vini-Neri Sottoli | +  | m.t.            |
| 3  | Michele Scarponi  | Italie    | Lampre-ISD                |    | m.t.            |
| 4  | Vincenzo Nibali   | Italie    | Liquigas-Cannondale       |    | m.t.            |
| 5  | Ivan Basso        | Italie    | Liquigas-Cannondale       |    | m.t.            |
| 6  | Wout Poels        | Pays-Bas  | Vacansoleil-DCM           |    | m.t.            |
| 7  | Stefano Garzelli  | Italie    | Acqua & Sapone            |    | m.t.            |
| 8  | Robert Gesink     | Pays-Bas  | Rabobank                  |    | m.t.            |
| 9  | Philippe Gilbert  | Belgique  | Omega Pharma-Lotto        |    | m.t.            |
| 10 | Tiago Machado     | Portugal  | Team RadioShack           |    | m.t.            |

|    | Coureur          | Pays      | Équipe              |    | Temps            |
| -- | ---------------- | --------- | ------------------- | -- | ---------------- |
| 1  | Cadel Evans      | Australie | BMC Racing          | en | 27 h 26 min 33 s |
| 2  | Michele Scarponi | Italie    | Lampre-ISD          | +  | 9 s              |
| 3  | Ivan Basso       | Italie    | Liquigas-Cannondale |    | 12 s             |
| 4  | Robert Gesink    | Pays-Bas  | Rabobank            |    | 15 s             |
| 5  | Vincenzo Nibali  | Italie    | Liquigas-Cannondale |    | 21 s             |
| 6  | Damiano Cunego   | Italie    | Lampre-ISD          |    | 24 s             |
| 7  | Philippe Gilbert | Belgique  | Omega Pharma-Lotto  |    | 33 s             |
| 8  | Tiago Machado    | Portugal  | Team RadioShack     |    | 42 s             |
| 9  | Thomas Lövkvist  | Suède     | Sky                 |    | 46 s             |
| 10 | Marco Pinotti    | Italie    | Team HTC-Highroad   |    | 46 s             |

### 7eétape

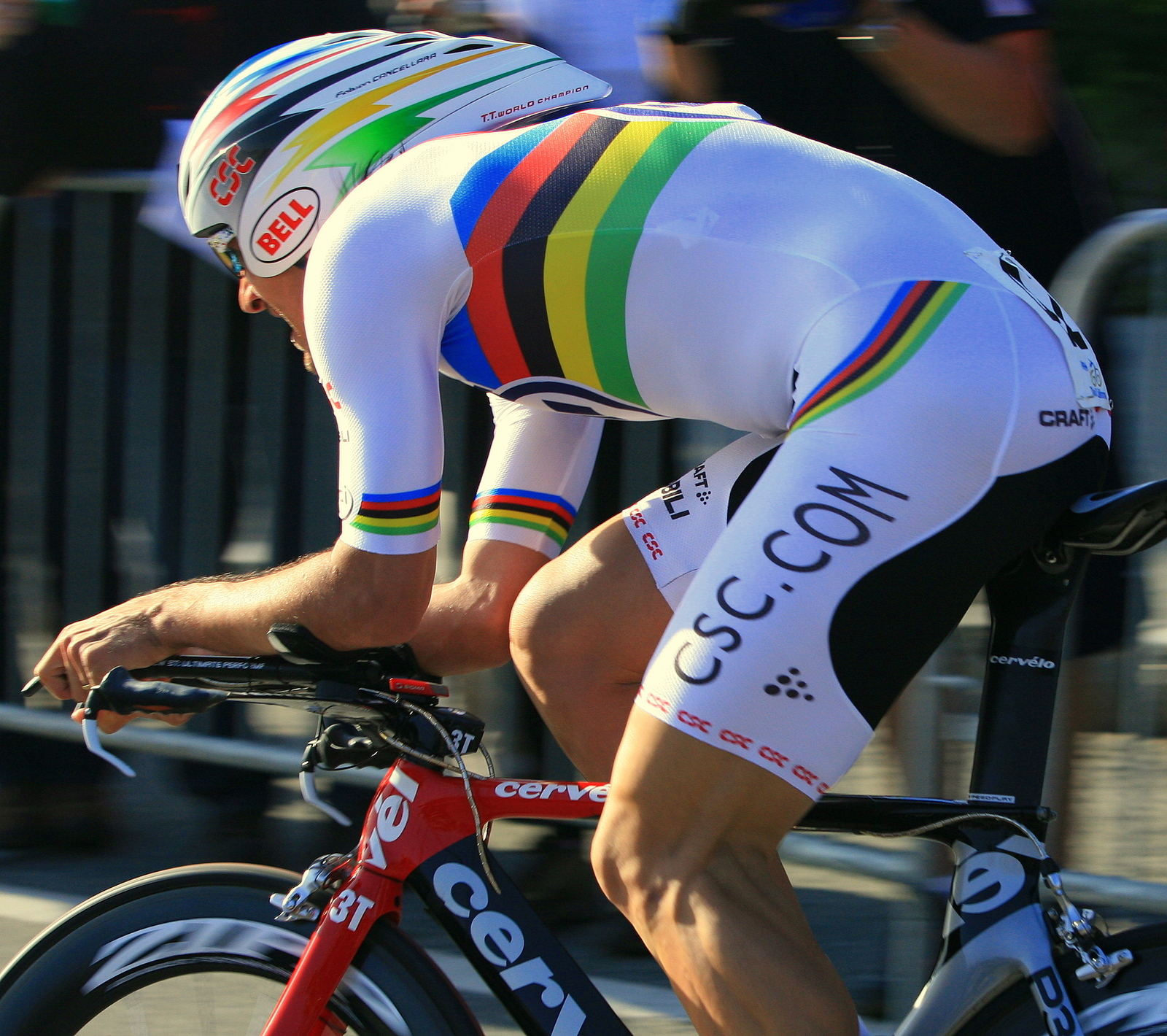
Le champion du monde du contre-la-montre Fabian Cancellara remporte cette dernière étape.

L'épreuve s'achève sur un contre-la-montre de 9,3 km tout plat, avec un chrono intermédiaire au km 4,9.
|    | Coureur              | Pays      | Équipe            |    | Temps       |
| -- | -------------------- | --------- | ----------------- | -- | ----------- |
| 1  | Fabian Cancellara    | Suisse    | Team Leopard-Trek | en | 10 min 33 s |
| 2  | Lars Boom            | Pays-Bas  | Rabobank          | +  | 9 s         |
| 3  | Adriano Malori       | Italie    | Lampre-ISD        |    | 19 s        |
| 4  | Rick Flens           | Pays-Bas  | Rabobank          |    | 20 s        |
| 5  | Bert Grabsch         | Allemagne | Team HTC-Highroad |    | 22 s        |
| 6  | Marco Pinotti        | Italie    | Team HTC-Highroad |    | 24 s        |
| 7  | Sébastien Rosseler   | Belgique  | Team RadioShack   |    | 24 s        |
| 8  | Jonathan Castroviejo | Espagne   | Euskaltel-Euskadi |    | 25 s        |
| 9  | Robert Gesink        | Pays-Bas  | Rabobank          |    | 27 s        |
| 10 | Nick Nuyens          | Belgique  | Saxo Bank-SunGard |    | 28 s        |

|    | Coureur          | Pays      | Équipe              |    | Temps            |
| -- | ---------------- | --------- | ------------------- | -- | ---------------- |
| 1  | Cadel Evans      | Australie | BMC Racing          | en | 27 h 37 min 37 s |
| 2  | Robert Gesink    | Pays-Bas  | Rabobank            | +  | 11 s             |
| 3  | Michele Scarponi | Italie    | Lampre-ISD          |    | 15 s             |
| 4  | Ivan Basso       | Italie    | Liquigas-Cannondale |    | 24 s             |
| 5  | Vincenzo Nibali  | Italie    | Liquigas-Cannondale |    | 30 s             |
| 6  | Marco Pinotti    | Italie    | Team HTC-Highroad   |    | 39 s             |
| 7  | Tiago Machado    | Portugal  | Team RadioShack     |    | 42 s             |
| 8  | Damiano Cunego   | Italie    | Lampre-ISD          |    | 50 s             |
| 9  | Philippe Gilbert | Belgique  | Omega Pharma-Lotto  |    | 57 s             |
| 10 | Thomas Lövkvist  | Suède     | Sky                 |    | 58 s             |

## Classements finals

### Classement général
|    | Cycliste         | Pays      | Équipe              |    | Temps            |
| -- | ---------------- | --------- | ------------------- | -- | ---------------- |
| 1  | Cadel Evans      | Australie | BMC Racing          | en | 27 h 37 min 37 s |
| 2  | Robert Gesink    | Pays-Bas  | Rabobank            | +  | 11 s             |
| 3  | Michele Scarponi | Italie    | Lampre-ISD          |    | 15 s             |
| 4  | Ivan Basso       | Italie    | Liquigas-Cannondale |    | 24 s             |
| 5  | Vincenzo Nibali  | Italie    | Liquigas-Cannondale |    | 30 s             |
| 6  | Marco Pinotti    | Italie    | Team HTC-Highroad   |    | 39 s             |
| 7  | Tiago Machado    | Portugal  | Team RadioShack     |    | 42 s             |
| 8  | Damiano Cunego   | Italie    | Lampre-ISD          |    | 50 s             |
| 9  | Philippe Gilbert | Belgique  | Omega Pharma-Lotto  |    | 57 s             |
| 10 | Thomas Lövkvist  | Suède     | Team Sky            |    | 58 s             |

### Classements annexes
|   | Cycliste         | Équipe         | Points |
| - | ---------------- | -------------- | ------ |
| 1 | Michele Scarponi | Lampre-ISD     | 26     |
| 2 | Tyler Farrar     | Garmin-Cervélo | 26     |
| 3 | Cadel Evans      | BMC Racing     | 20     |

|   | Cycliste         | Équipe            | Points |
| - | ---------------- | ----------------- | ------ |
| 1 | Davide Malacarne | Quick Step        | 16     |
| 2 | Javier Aramendia | Euskaltel-Euskadi | 11     |
| 3 | Gorazd Štangelj  | Astana            | 11     |

|   | Cycliste      | Équipe          |    | Temps            |
| - | ------------- | --------------- | -- | ---------------- |
| 1 | Robert Gesink | Rabobank        | en | 27 h 37 min 48 s |
| 2 | Simon Clarke  | Astana          |    | 1 min 45 s       |
| 3 | Wout Poels    | Vacansoleil-DCM |    | 1 min 52 s       |

|   | Équipe              | Pays       |    | Temps            |
| - | ------------------- | ---------- | -- | ---------------- |
| 1 | Liquigas-Cannondale | Italie     | en | 86 h 18 min 57 s |
| 2 | Team HTC-Highroad   | États-Unis | +  | 1 min 21 s       |
| 3 | Euskaltel-Euskadi   | Espagne    |    | 4 min 01 s       |

### UCI World Tour
Ce Tirreno-Adriatico attribue des points pour l'UCI World Tour 2011, seulement aux coureurs des équipes ayant un label ProTeam.
| Position           | 1er | 2e | 3e | 4e | 5e | 6e | 7e | 8e | 9e | 10e |
| Classement général | 100 | 80 | 70 | 60 | 50 | 40 | 30 | 20 | 10 | 4   |
| Par étape          | 6   | 4  | 2  | 1  | 1  |    |    |    |    |     |

| #  | Coureur             | Équipe              | Points |
| -- | ------------------- | ------------------- | ------ |
| 1  | Cadel Evans         | BMC Racing          | 108    |
| 2  | Robert Gesink       | Rabobank            | 80     |
| 3  | Michele Scarponi    | Lampre-ISD          | 78     |
| 4  | Ivan Basso          | Liquigas-Cannondale | 62     |
| 5  | Vincenzo Nibali     | Liquigas-Cannondale | 51     |
| 6  | Marco Pinotti       | Team HTC-Highroad   | 40     |
| 7  | Tiago Machado       | Team RadioShack     | 30     |
| 8  | Damiano Cunego      | Lampre-ISD          | 26     |
| 9  | Philippe Gilbert    | Omega Pharma-Lotto  | 16     |
| 10 | Tyler Farrar        | Garmin-Cervélo      | 10     |
| 11 | Juan José Haedo     | Saxo Bank-SunGard   | 8      |
| 12 | Fabian Cancellara   | Team Leopard-Trek   | 6      |
| 13 | Alessandro Petacchi | Lampre-ISD          | 5      |
| 14 | Thomas Lövkvist     | Team Sky            | 4      |
| -  | Wout Poels          | Vacansoleil-DCM     | 4      |
| -  | Lars Boom           | Rabobank            | 4      |
| 17 | Daniel Oss          | Liquigas-Cannondale | 2      |
| -  | Adriano Malori      | Lampre-ISD          | 2      |
| -  | Mark Renshaw        | Team HTC-Highroad   | 2      |
| -  | Danilo Di Luca      | Team Katusha        | 2      |
| 21 | Marcel Sieberg      | Omega Pharma-Lotto  | 1      |
| -  | Andrey Amador       | Movistar            | 1      |
| -  | Bert Grabsch        | Team HTC-Highroad   | 1      |
| -  | Rick Flens          | Rabobank            | 1      |

## Évolution des classements
| Étape            | Vainqueur         | Classement général | Classement par points | Classement de la montagne | Classement du meilleur jeune | Classement par équipes |
| ---------------- | ----------------- | ------------------ | --------------------- | ------------------------- | ---------------------------- | ---------------------- |
| 1                | Rabobank          | Lars Boom          | Non décerné           | Non décerné               | Robert Gesink                | Rabobank               |
| 2                | Tyler Farrar      | Tyler Farrar       | Tyler Farrar          | Javier Aramendia          | Robert Gesink                | Rabobank               |
| 3                | Juan José Haedo   | Tyler Farrar       | Tyler Farrar          | Javier Aramendia          | Robert Gesink                | Rabobank               |
| 4                | Michele Scarponi  | Robert Gesink      | Tyler Farrar          | Javier Aramendia          | Robert Gesink                | Liquigas-Cannondale    |
| 5                | Philippe Gilbert  | Cadel Evans        | Tyler Farrar          | Davide Malacarne          | Robert Gesink                | Team HTC-Highroad      |
| 6                | Cadel Evans       | Cadel Evans        | Michele Scarponi      | Davide Malacarne          | Robert Gesink                | Liquigas-Cannondale    |
| 7                | Fabian Cancellara | Cadel Evans        | Michele Scarponi      | Davide Malacarne          | Robert Gesink                | Liquigas-Cannondale    |
| Classement final | Classement final  | Cadel Evans        | Michele Scarponi      | Davide Malacarne          | Robert Gesink                | Liquigas-Cannondale    |